# 萊恩·斯威廷
萊恩·斯威廷（英語：Ryan Sweeting，1987年7月14日—）是一位美國職業網球運動員，2007年轉職業。他的妻子是情境喜劇生活大爆炸的女主角凱莉·庫柯，兩人在2013年12月31日跨年之際結婚。在2015年9月25日，兩人宣布正在進行離婚程序。

## 外部連結
- 萊恩·斯威廷（英文/西班牙文）的官方資料
- 萊恩·斯威廷的國際網球總會 職業／青少年 官方資料（英文）
- 萊恩·斯威廷的官方資料（英文）